# Parafia św. Barbary w Klesowie
Parafia św. Barbary w Klesowie – parafia rzymskokatolicka w Klesowie, należy do dekanatu Równe w diecezji łuckiej. Spełniająca funkcję świątyni parafialnej, wybudowana przed wojną, drewniana kaplica pw. św. Barbary w Klesowie na podstawie decyzji rówieńskiej rady obwodowej z dnia 2 marca 1946 roku została zamieniona na dom kultury. Na fundamentach wznoszonego przed wojną nowego kościoła został w latach powojennych postawiony tartak. Parafię rzymskokatolicką w Klesowie na nowo zarejestrowano i drewnianą kaplicę zwrócono wiernym w 1993 roku. Kaplica ta także obecnie spełnia rolę kościoła parafialnego. Na nowo poświęcił ją bp pomocniczy archidiecezji lwowskiej Marcjan Trofimiak w dniu 29 maja 1993 roku. Dekretem z dnia 10 września 1993 roku metropolita lwowski, abp Marian Jaworski, ustanowił w parafii Klesów drugi odpust w święto Niepokalanego Serca Maryi. 

## Proboszczowie
- ks. Franciszek Gomułczak SAC - od 1993 do 1995
- ks. Andrzej Walczuk SAC - od 1995 do 1997
- ks. Władysław Łukasiewicz
- o. Rafał Strzyżewski OMI